# Grzegorz Żywica
Grzegorz Żywica (ur. 2 października 1980 w Mrągowie) – polski inżynier mechanik, doktor habilitowany nauk technicznych, profesor IMP PAN, kierownik Zakładu Dynamiki i Diagnostyki Turbin IMP PAN w Gdańsku (od 2014), zastępca dyrektora ds. naukowych Instytutu Maszyn Przepływowych PAN w Gdańsku (od 2022).

## Życiorys

### Wykształcenie i działalność naukowa
W 2005 ukończył z wyróżnieniem studia na Wydziale Nauk Technicznych Uniwersytetu Warmińsko-Mazurskiego w Olsztynie (kierunek: mechanika i budowa maszyn, specjalność: inżynierskie zastosowanie komputerów). W 2011 obronił pracę doktorską pt. Analiza defektów konstrukcji podpierającej w odniesieniu do stanu dynamicznego maszyny wirnikowej. W 2012 ukończył studia podyplomowe na Wydziale Zarządzania i Ekonomii Politechniki Gdańskiej w zakresie prawno-menedżerskim. W 2019 uzyskał habilitację na podstawie osiągnięcia naukowego pod tytułem Opracowanie metod modelowania niekonwencjonalnych systemów łożyskowania maszyn wirnikowych.
Od 2005 jest zawodowo związany z Instytutem Maszyn Przepływowych im. R. Szewalskiego Polskiej Akademii Nauk w Gdańsku, gdzie od 2019 jest zatrudniony na stanowisku profesora IMP PAN. Od 2014 pełni funkcję kierownika Zakładu Dynamiki i Diagnostyki Turbin, a od 2022 zastępcy dyrektora ds. naukowych.
Zainteresowania naukowo-badawcze Grzegorza Żywicy obejmują m.in. modelowanie dynamiki maszyn wirnikowych, badania diagnostyczne turbin, rozwój łożysk wysokoobrotowych (m.in. gazowe łożyska foliowe), projektowanie i badania mikroturbin energetycznych, rozwój układów kogeneracyjnych i odnawialnych źródeł energii. Jest autorem ponad 100 publikacji naukowych, w tym przeszło 50 artykułów opublikowanych w czasopismach międzynarodowych wykazywanych w bazie Web of Science. Jego wyniki badań były publikowane m.in. w następujących czasopismach: Journal of Sound and Vibration, Mechanical Systems and Signal Processing, Journal of Tribology, Journal of Engineering for Gas Turbines and Power, Energy, Energy Conversion and Management, Sustainable Energy Technologies and Assessments. Przedstawił referaty na ponad 140 międzynarodowych i krajowych konferencjach naukowych (m.in. w USA, Meksyku, Brazylii, Chinach, Maroko, Zjednoczonych Emiratach Arabskich oraz wielu krajach europejskich). Zarządzał kilkoma projektami badawczo-rozwojowymi i naukowymi, pełniąc funkcję kierownika projektu, koordynatora lub kierownika zespołu badawczego. Jest autorem ponad 20 ekspertyz i opinii technicznych opracowanych dla producentów i właścicieli różnego typu maszyn wirnikowych. Jest współautorem 4 patentów i 4 wzorów użytkowych.
Jest członkiem IFToMM Technical Committee for Dynamics of Rotating Machines i Polskiego Towarzystwa Diagnostyki Technicznej (PTDT).

## Nagrody, wyróżnienia, odznaczenia
Za działalność naukową uzyskiwał nagrody krajowe i międzynarodowe, m.in.: Zespołową Nagrodę Naukową II stopnia Rektora Politechniki Warszawskiej (2007), Nagrodę Naukową Wydziału IV Nauk Technicznych PAN (2011), Nagrodę Prezesa Rady Ministrów za rozprawę doktorską (2012), Srebrny Krzyż Zasługi za zasługi w działalności na rzecz rozwoju nauki (2016), Statuetkę Zielonego Feniksa za osiągnięcia naukowe i badawcze w zakresie ekoenergetyki (2020).